# Conservatoire de Lausanne
Ne doit pas être confondu avec Haute École de musique de Lausanne.
 (février 2022).
Si vous disposez d'ouvrages ou d'articles de référence ou si vous connaissez des sites web de qualité traitant du thème abordé ici, merci de compléter l'article en donnant les références utiles à sa vérifiabilité et en les liant à la section « Notes et références ».
Le Conservatoire de Lausanne est une école de musique classique à Lausanne en Suisse.
Les formations professionnelles initialement proposées au Conservatoire sont aujourd'hui dispensées par la Haute École de musique (HEMU).

## Historique
Le Conservatoire de Lausanne est fondé en 1861, avec le double objectif de permettre aux amateurs d'étudier la musique et aux futurs musiciens professionnels de se former à leur métier. En 1990, le Conservatoire s'installe dans ses locaux actuels, les anciennes Galeries de Commerce, dans le quartier de Saint-François.
La Haute école de musique et le Conservatoire de Lausanne réunissent deux catégories d'élèves : les filières « non professionnelles » sont regroupées sous l'entité « Conservatoire de Lausanne », tandis que la filière « professionnelle » - Haute École de musique de Lausanne (HEMU) est intégrée à la Haute école spécialisée de Suisse occidentale (HES-SO). Ouverte au plus grand nombre, le Conservatoire de Lausanne permet aussi d'identifier dans les rangs de ses élèves les personnalités qui ont les capacités nécessaires à une carrière de musicien professionnel. 400 étudiants environ suivent une formation à la Haute école de musique de Lausanne, et 1 200 élèves sont inscrits au Conservatoire.
En outre, la HEMU a pour mission de délivrer une formation théorique et instrumentale adaptée aux futurs enseignants inscrits à la Haute école pédagogique vaudoise. La collaboration de la HEMU avec l'Université de Lausanne (UNIL) est en développement, la création d'une chaire de musicologie à l'UNIL étant l'une des étapes qui permettra un rapprochement des deux institutions.
La HEMU et le Conservatoire de Lausanne disposent également d'une bibliothèque accessible aux élèves et aux étudiants des deux entités. Elle contient des partitions mais aussi des dictionnaires et des ouvrages de référence sur la musique, entre autres.

## Formations
Le Conservatoire de Lausanne propose des cours d'instrument et de chant accompagné d'une formation de base en culture musicale.
Dès 6 mois, les enfants peuvent suivre des cours d'initiation musicale.
Les élèves les plus doués peuvent bénéficier de programmes scolaires aménagés leur permettant de conjuguer scolarité obligatoire normale et études musicales extrascolaires approfondies.
Les élèves âgés de 18 ans et plus peuvent suivre des formations de direction d'ensemble.
L'école propose une formation continue pour organistes et ministres.

## Anciens élèves
- Leopold van der Pals
- Ève-Maud Hubeaux
- Hiroko Kawamichi
- Jorge Viladoms Weber